# Calocedrus decurrens
Calocedrus decurrens (річковий кедр каліфорнійський, ладанний) — вид хвойних рослин родини кипарисових.

## Поширення, екологія
Країни проживання: Мексика (Нижня Каліфорнія); Сполучені Штати Америки (Каліфорнія, Орегон). У змішаному хвойному лісі росте з Pinus jeffreyi, Pinus ponderosa, Pinus lambertiana, Pinus monticola, Abies concolor, Abies grandis, Abies magnifica, Pseudotsuga menziesii, місцями з Sequoiadendron giganteum, Chamaecyparis lawsoniana, Tsuga heterophylla чи Thuja plicata, і в більш сухих південних ділянках з Pinus coulteri і Pseudotsuga macrocarpa. Підлісок у цих змішаних хвойних лісах в основному залежить від висоти і ґрунтових умов і різноманітності, складається з Arctostaphylos patula, Arctostaphylos viscida, Ceanothus cordulatus, Ceanothus integerrimus, Ceanothus parvifolius, Castanopsis sempervirens, Gaultheria shallon і багатьох інших чагарникових порід. У більшості хвойних лісових об'єднань С. decurrens є відносно невеликим компонентом, де він часто займає відкриті місця на гарячих, сухих ділянках. У Сьєрра-Невада змішаного хвойного лісу може грати набагато більшу роль локально. Інші типи лісу включають також Quercus, Castanopsis chrysophylla, Lithocarpus densiflorus і Arbutus menziesii, разом з хвойними. Висотний діапазон C. decurrens від 50 м до 2010 м на півночі і між 910 м і 2960 м над рівнем моря на півдні ареалу. Цей вид досить терпимий до типів ґрунтів, з величезним діапазоном значень рН, але ґрунт зазвичай добре дренований; він рідко росте на вапняках. Добре переносить спекотне сухе літо, але в рівній мірі чутливий до морозу і снігового покриву.

## Морфологія
Смолисте, ароматичне дерево 18–46(57) м заввишки і 90–150(360) см діаметром. Стовбур звужується з нерегулярним кутом і вузька, циліндрична крону, стає відкритою і нерівною. Кора світло- або червонувато-коричнева, густа, волокниста, глибоко і нерегулярно борозниста. Листки вічнозелені, блискучі, протилежні в 4 рядах, 3–14 мм довжиною, лускоподібні, округлі знизу, верхівка гостра, ароматичні при розтиранні. Пилкові шишки від червоно-коричневого до світло-коричневого кольору. Шишки від червоно-коричневого до золотисто-коричневого кольору, 14–25 мм довжиною (включаючи крила), довгасто-яйцюваті, коли закриті. Насіння 4 або менше в шишці, з 2 нерівними крилами. 2n = 22

## Використання
Є важливим деревом для деревини. Деревина використовується для виготовлення олівців і в будівництві для зовнішньої обшивки і вікон будинків і садової амуніції, парканів і шпалер. Як і багатьох таксонів в цій сім'ї, деревина стійка до розпаду, що робить її особливо корисною для цих цілей в більш вологих прибережних районах Тихого океану в США. Вид також широко посаджений як декоративне дерево, він добре росте в міських умовах, оскільки відносно терпимий до забруднення повітря. Має пахуче листя.

## Загрози та охорона
Історично вирубка зробила негативний вплив на чисельність цього виду, особливо там, де природний ліс не повернувся у зв'язку із змінами в землекористуванні, починаючи з європейського поселення. У південній Каліфорнії та Лос-Кабос, ізольованим субпопуляціям можуть загрожувати пожежі, якщо вони занадто інтенсивні й гарячі. Теоретичною загрозою, є зміна клімату, якщо це означатиме розширення пустель в горах. Цей вид присутній у багатьох охоронних територіях в усьому діапазоні поширення, в тому числі кількох відомих національних парках, де будь-яка експлуатація виключається законом.

## Галерея

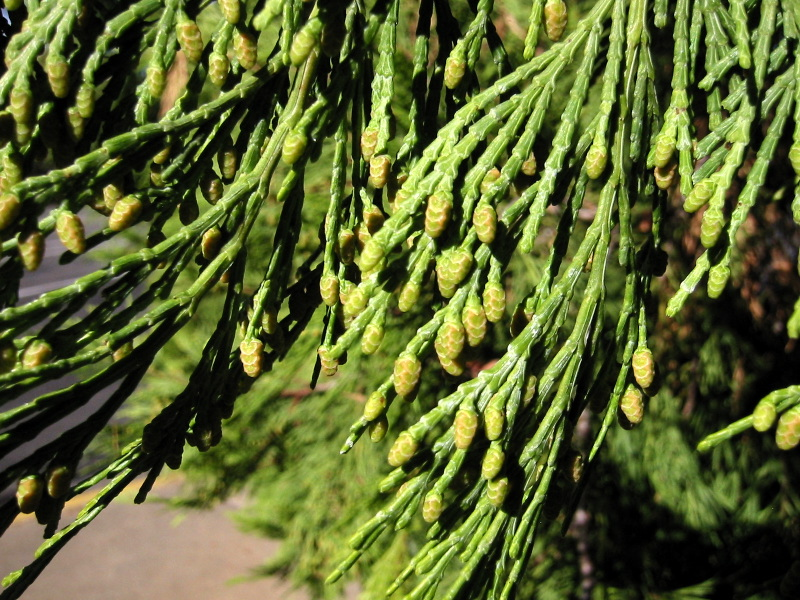
Листя і пилкові шишки
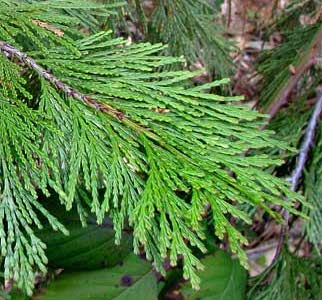
"Сплющена" гілка
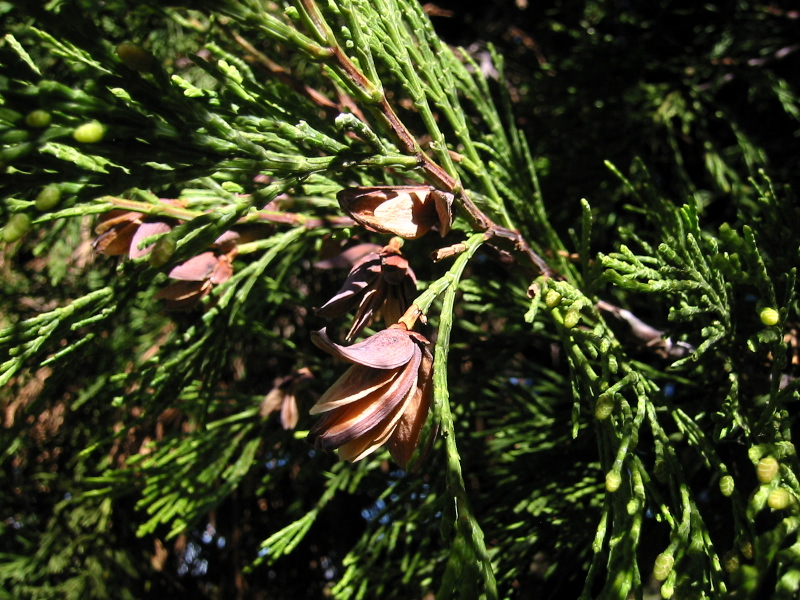
Відкриті шишки
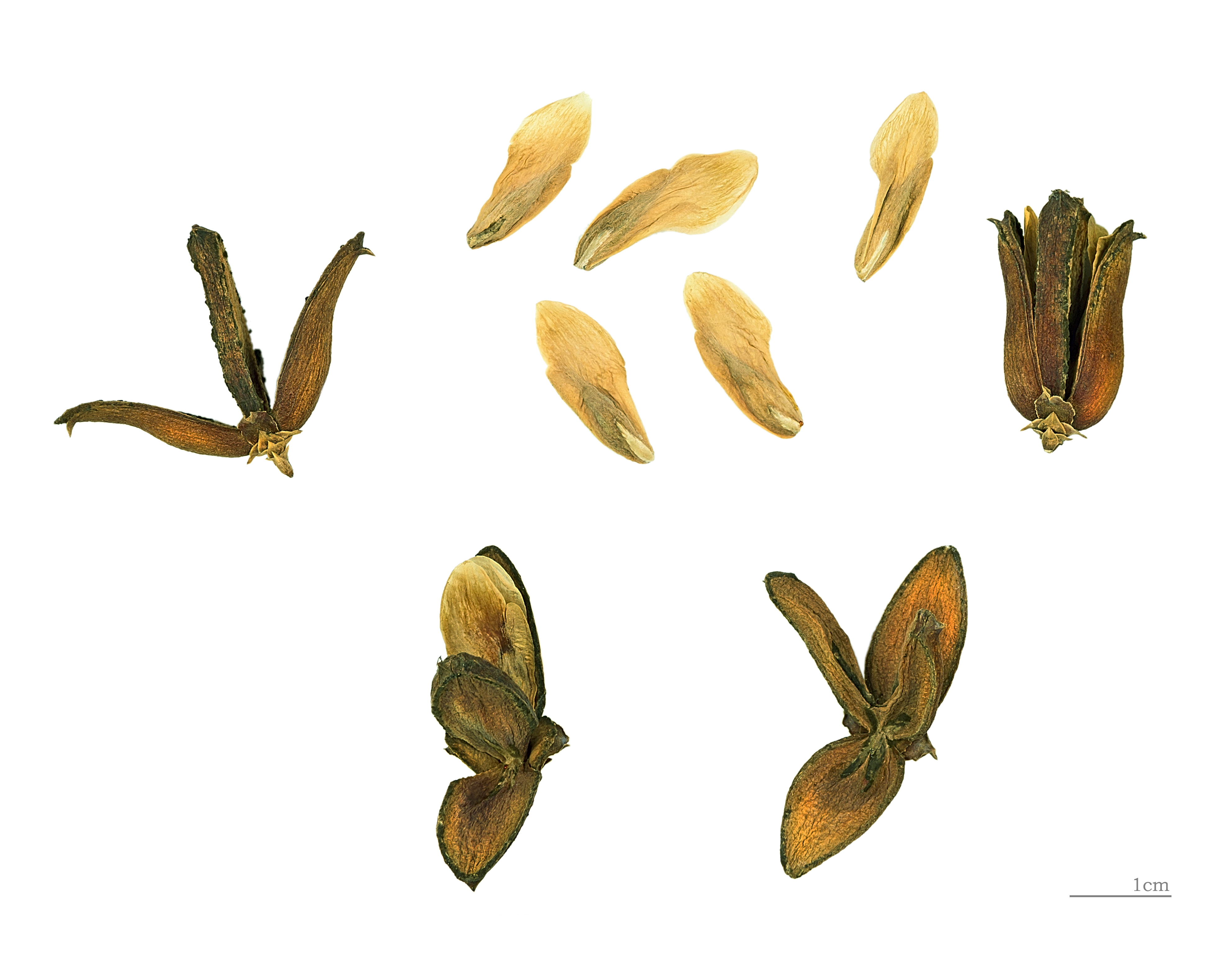
Шишки і насіння
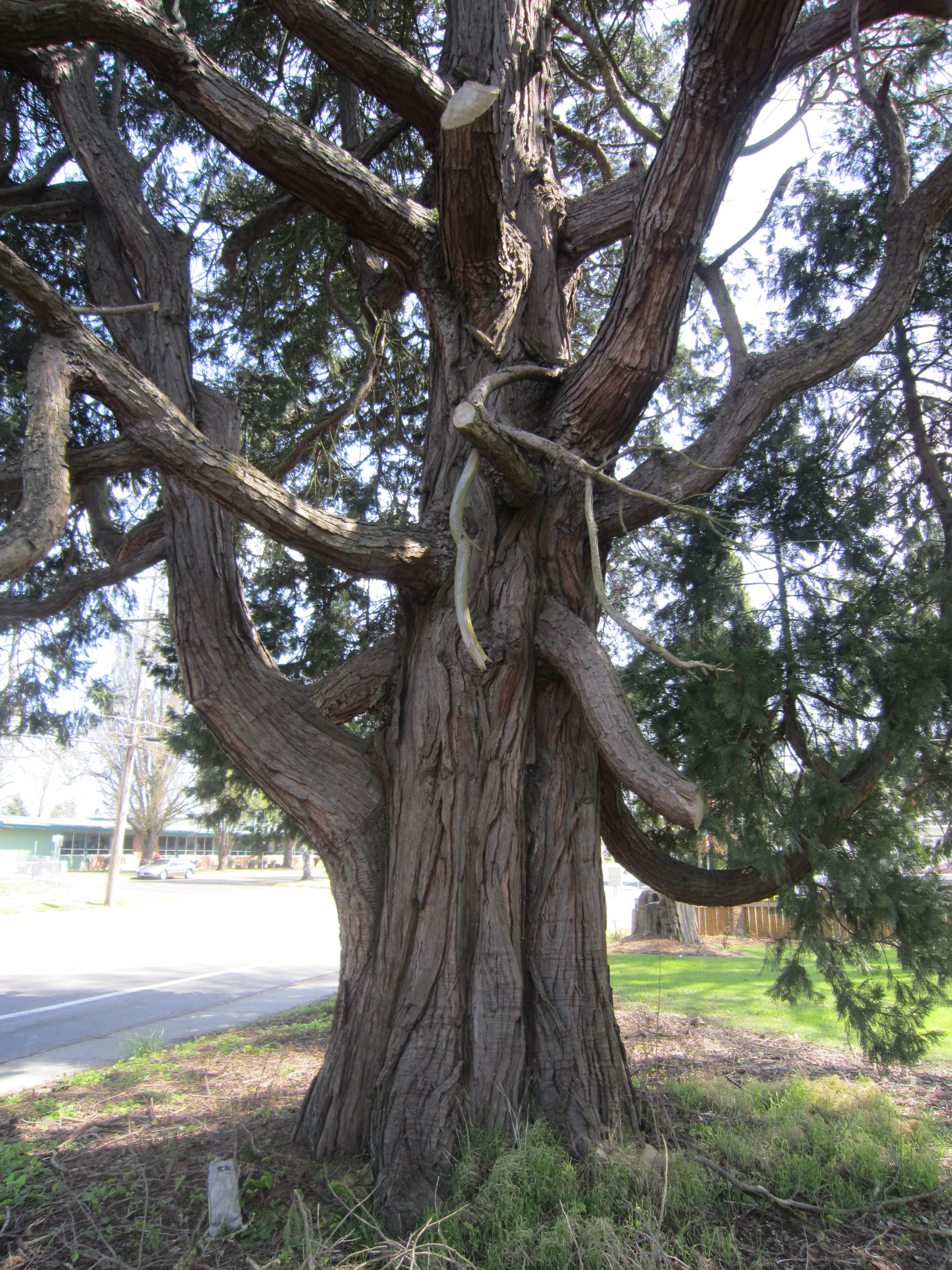
Дерево
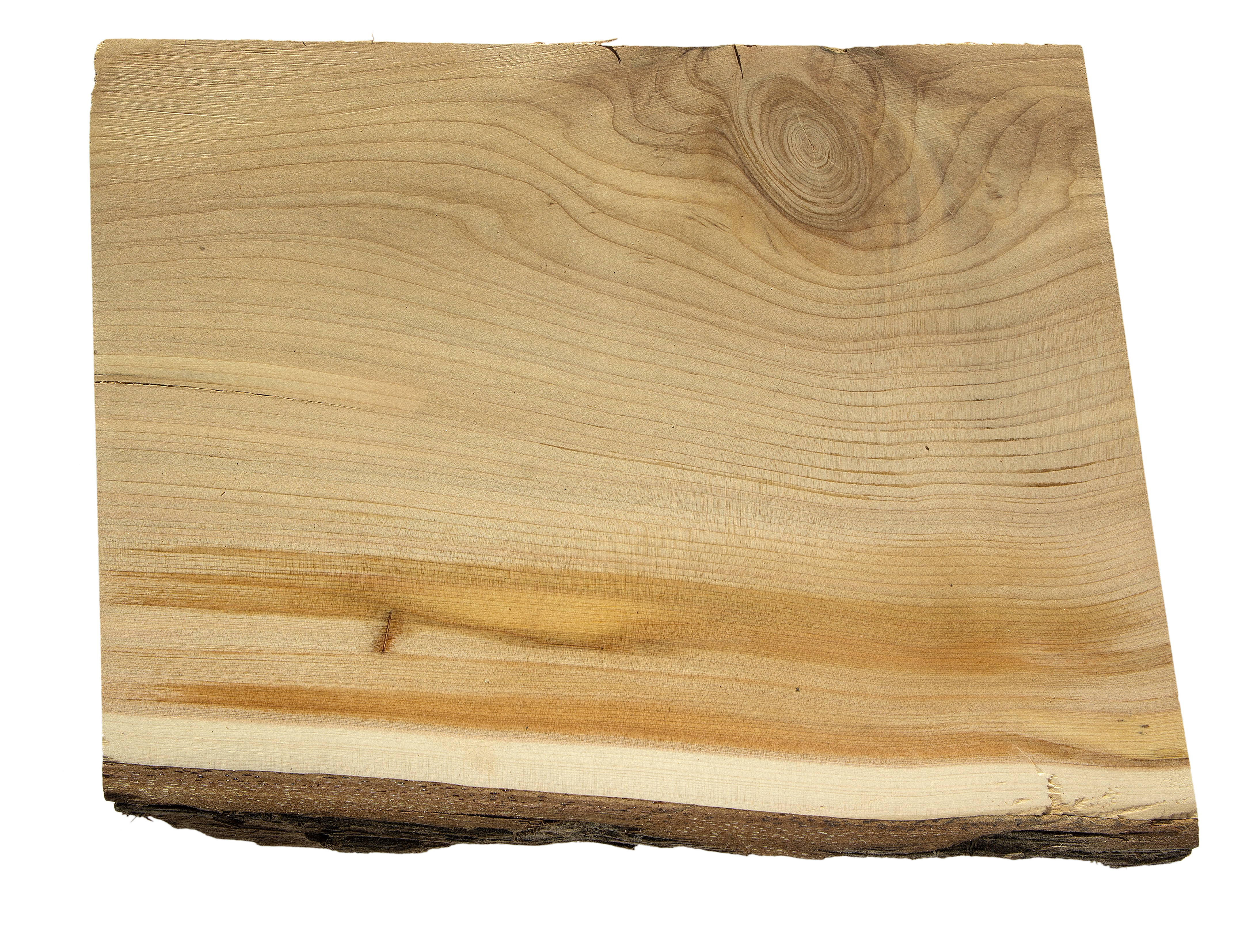
Calocedrus decurrens - Тулузький музей